# Alfonso Fadrique
Alfonso Fadrique (1290/1294-20 de diciembre de 1335 o 4 de marzo de 1339 ), fue el hijo mayor e ilegítimo del rey Federico II de Sicilia. Desempeñó el cargo de vicario general de los ducados de Atenas y Neopatria entre 1317 y 1330, también poseyó importantes territorios en Negroponte (Eubea) y la Grecia central, incluido el señorío de Salona.

## Orígenes familiares
Era el primogénito e ilegítimo de Federico II de Sicilia, tercer hijo de Pedro III de Aragón y Constanza de Sicilia, y de su amante, una noble catanea, Sibila Sormella, hija de Siro di Solimella e Ilagio di Santa Sofía.

## Biografía
Alfonso Fadrique se educó en la corte de su tío, Jaime II de Aragón. Según la crónica de Ramón Muntaner, la Compañía Catalana lo había nombrado su comandante en 1313.
En 1317, su padre lo había nombrado vicario general del ducado de Atenas, en nombre de su medio hermano, Manfredo, para reemplazar a Berenguer Estañol, quien acababa de morir. 
Cuando Alfonso asumió el cargo, Manfredo también había muerto y fue vicario del nuevo gobernante, su otro medio hermano, Guillermo que había reemplazado a Manfredo como duque de Atenas.
En ese mismo año, Alfonso se casó con Marulla de Verona, hija de Bonifacio de Verona, triarca de la  la parte meridional de la isla de Negroponte y de su mujer Inés de Cicón. La crónica de Ramón Muntaner fecha el matrimonio, en 1313. Un documento, fechado el 2 de septiembre de 1318, confirma que cuando se casó con Marulla, recibió como dote los castillos de Caristo y Larmena.
Después de la muerte de su suegro, hacia el final de ese año, su cuñado Tomás se había convertido en triarca (en 1324 su hermana le concedió el castillo de Larmena), pero luego fue depuesto por Alfonso.
Alfonso se convirtió, junto con su esposa, en triarca de Negroponte. Conquistó la isla, arrebatándosela a los venecianos, pero por sugerencia de su padre, que temía una alianza de Venecia con los angevinos de Nápoles, devolvió los territorios conquistados, teniendo únicamente los castillos de Caristo y Larmena.
En 1319, Alfonso invadió Tesalia y conquistó Loidoriki, Siderocastro, Zituni, Gardiki, Galaxidi y Vitrinitsa; y todo el territorio conquistado, con la ciudad de Ypati como capital, se convirtió en un ducado, que tomó el nombre de Neopatria de la cual fue nombrado vicario general.
En 1320, después de la muerte de Roger Desllor, Alfonso se convirtió en señor de Salona. A fines de 1330, fue sustituido como vicario general del ducado de Atenas y Neopatria por Nicolás Lancia.
A cambio, su padre lo nombró conde de Malta y Gozo, bajo la soberanía del rey de Sicilia. Sin embargo, siguió interesado en Grecia.
Un documento fechado el 5 de abril de 1331 confirma que Alfonso y su medio hermano Guillermo fueron los artífices de un acuerdo de paz en la isla de Eubea.
En 1335, fue excomulgado por el papa Benedicto XII, así como el duque Guillermo y toda la Compañía Catalana. No se conoce la fecha del fallecimiento de Alfonso, ya que se sitúa entre el 20 de diciembre de 1335 y el 4 de marzo de 1339.

## Legado
Alfonso es considerado como el verdadero fundador del dominio catalán-aragonés (que duró unos 80 años) en Grecia, y, después de su muerte, comenzó un periodo de decadencia de los ducados que ya en 1337 habían sufrido una pérdida territorial, incluyendo la zona de Farsala.

## Descendencia
Alfonso Fadrique y Marulla tuvieron siete hijos:
- Pedro (¿?-antes de 1355), señor de Salona, Loidoriki y Egina y conde de Malta y Gozo.
- Jaime (¿?-1365/1366), señor de su hermano como conde Malta y Gozo, mientras que los otros dominios fueron parte del ducado de Atenas y Neopatria. También fue vicario general entre 1356 y 1359.
- Guillermo, señor de Lebadea.
- Bonifacio (¿?-1375/1376), señor de Egina, Piada y Caristo.
- Juan (¿?-1362/1366), señor de Salamina.
- Simona (¿?-después de 1358), se casó con Jorge II Ghisi, señor de Tenos y Mikonos.
- Juana.